# Empoasca stevensi
Empoasca stevensi är en insektsart som beskrevs av Young 1953. Empoasca stevensi ingår i släktet Empoasca och familjen dvärgstritar. Inga underarter finns listade i Catalogue of Life.